# Koloredzi
Koloredzi (afr. Kleurlinge, ang. Coloureds) – grupa ludności zamieszkująca Republikę Południowej Afryki i Namibię o mieszanym pochodzeniu rasowym, powstała ze zmieszania się ludów Khoisan, Burów oraz Malajów w Kolonii Przylądkowej, mówiąca afrikaans, wyznająca kalwinizm, w mniejszym stopniu islam.
Studia genetyczne wykazują, że Koloredzi są najbardziej „wymieszaną” grupą rasową na świecie, jakkolwiek badanie żeńskiego wkładu do populacji Koloredów mierzony przez mitochondrialny DNA wykazują największy udział ludów Khoisan.
Spis ludności z 2001 wykazał, iż RPA zamieszkuje około cztery miliony ludności kolorowej, co stanowi około 8,9% ludności całego kraju. W Prowincji Przylądkowej Zachodniej i Przylądkowej Północnej kolorowi stanowią więcej niż 50% ogółu społeczeństwa, a w pozostałych mniej niż 10% (0,2% w Limpopo i 7,4% w Prowincji Przylądkowej Wschodniej).

## Polityka apartheidu
Podczas obowiązywania apartheidu ludność kolorowa była stosunkowo uprzywilejowana, gdyż uznawani byli za ludność rasowo doskonalszą, w przeciwieństwie do ludności czarnoskórej i azjatyckiej (w realiach południowoafrykańskich głównie hinduskiej). Z białymi Afrykanerami prócz języka, łączyła ich również ta sama religia (kalwinizm, ponad 85%), jakkolwiek mniejszość Koloredów z Przylądka wyznaje islam (tzw. Cape Malays, około 10%).   
Pod koniec lat 50. XX wieku w stolicy Namibii, Windhuk, utworzono osobną dzielnicę Khomasdal dla ludności kolorowej. Khomasdal, w przeciwieństwie do dzielnicy Katutura utworzonej dla  czarnoskórych, znajdowała się nie tylko w dogodniejszym miejscu, ale także ludność kolorowa posiadała tam większe domy i działki.
Pomimo zniesienia apartheidu w Południowej Afryce pojęcie to wciąż jest używane zarówno przez samych Koloredów, jak i władze państwowe (m.in. podczas ostatniego spisu w 2011).